# 林萬生
林萬生（？—？），臺灣台南學甲人，為臺灣日治時期小說家，參加風月報俱樂部，作品主要發表於1940年代。

## 著作
- 《運命》(日文)，捷發書店，1941年10月。
- 《純愛姻緣》(日文)，興南新聞社 ，1943年。
- 《一封的怪函》(日文)，青年文藝出版社，1946年。
- 《都市的黃昏》(日文)，1947年12月。